# Amt Hitzkirch
Das Amt Hitzkirch war bis zur Einverleibung in den Kanton Luzern im Jahre 1803 eine Verwaltungseinheit in den Oberen Freien Ämtern. Das Gebiet gehört heute zum luzernischen Amt Hochdorf. 
Das Verwaltungszentrum lag seit den Zeiten der Kyburger in Richensee, wurde aber später nach Hitzkirch verlegt. Die Luzerner besetzten nach der Schlacht bei Sempach (9. Juli 1386) zuerst den südlichen, 1415 auch den nördlichen Teil des Amts. Unter dem Einfluss des bernischen Komturs der Deutschordenskommende Hitzkirch, Hans Albrecht von Mülinen, wurde das Amt 1529 reformiert. Daraufhin besetzte Luzern nach dem Zweiten Kappelerkrieg 1531 das Amt und rekatholisierte es. 
1653 beteiligten sich die Bauern des Amtes auf der Seite der Aufständischen am Bauernkrieg. Im Zuge der Helvetik wurde das Amt 1798 dem Kanton Baden zugesprochen (Distrikt Sarmenstorf), was jedoch den Einwohnern des Amtes überhaupt nicht gefiel. Mit der Auflösung des Kantons Baden wurde das Amt 1803 im Abtausch gegen Merenschwand vom Kanton Aargau den Luzernern übergeben und von diesen ins Amt Hochdorf integriert.